# شارلوتا ارفويدسون
كانت شارلوتا ارفويدسون (1776–1862) فنانة سويدية نشطة سياسيًا. عملت كمستشار سياسي لزوجها الثاني، الكونت كارل كارلسن مورنر. كانت عضوًا في الأكاديمية الملكية السويدية للفنون (1793). كانت تشارلوتا ارفويدسون ابنة التاجر كارل كريستوفر ارفويدسون وكاتارينا شارلوتا فون لانغنبرغ. كان شقيقها، التاجر كارل أبراهام أرفودسون، صديقا شخصيا للملكة السويدية ، ديزيريه كلاري، الذي كان قد عرفته عندما كان يعمل في شركة والدها في مرسيليا، والذي كانت تتحدث معه عن ذكرياتها في فرنسا بعد أن أصبحت ملكة السويد.
تزوجت شارلوتا ارفويدسون من الكولونيل بارون كاسبر فريدي، الذي طلقها، والزوج الثاني في عام 1810، الكوند السياسي كارل مورنر، الذي شغل منصب نائب رواي في النرويج. كانت معروفة جيدا من قبل معاصريها للعمل كمستشار سياسي لزوجها. وقد اتبع زوجها مشورتها، وكتبت وتحررت خطاباته، وتعاملت مع مراسلته مع وريث العرش المولود في فرنسا، تشارلز الرابع عشر، جون من السويد، الذي لم يستطع التحدث باللغة السويدية، في حين لم يستطع مورنر التحدث بالفرنسية، بينما كانت تتحدث اللغتين .  كتبت الملكة شارلوت عن نفوذها في مجلتها الشهيرة: «إنها تؤثر في قراراته إلى حد كبير، ويجب أن يتم الإقرار بها، وأنها تقوم بمهارة فائقة وتقريبا دون أن يلاحظها أحد». 